# Avior (estrella)
Avior es el nombre de la estrella ε Carinae (ε Car / HR 3307), la tercera más brillante de la constelación de Carina con magnitud aparente +1.95. Su nombre es de origen reciente, siendo asignado en la década de 1930 al crearse The Air Almanac, un almanaque de navegación usado por las fuerzas aéreas británicas. Es la estrella más brillante de la Falsa Cruz, asterismo que forma junto a Aspidiske (ι Carinae), δ Velorum y κ Velorum.
En cuanto a sus características físicas, Avior es una estrella binaria que se encuentra a 630 años luz del sistema solar. La componente principal es una gigante naranja de tipo espectral K3III que está acompañada por una estrella azul de la secuencia principal de tipo B2V. La masa estimada de esta última es de 7 M☉. Conjuntamente, el sistema tiene una luminosidad 6000 veces mayor que la luminosidad solar, siendo difícil precisar cual de las dos componentes es la más luminosa. Separadas visualmente 0.02 segundos de arco, la distancia entre ambas estrellas es de unas 4 au. Existe cierta evidencia de que Avior constituye una binaria eclipsante, en donde el paso de una estrella por delante de la otra produce fluctuaciones en su brillo del orden de 0.1 magnitudes cada 2.2 años.